# Chiesa di San Matteo degli Armeni
San Matteo degli Armeni è una chiesa situata in una delle zone più pittoresche di Perugia, a metà strada fra il Cassero di Porta di Sant'Angelo, con il Tempio di Sant'Angelo, e il convento francescano di Monteripido.
La chiesa fa parte del più ampio complesso monumentale di San Matteo degli Armeni, formato da numerosi corpi di fabbrica interconnessi a forma di "U" con al centro una piccola corte interna che si affaccia sull'ampio giardino che copre un'area di circa 4800 m².
La chiesa, di proprietà del Capitolo della Cattedrale di San Lorenzo viene aperta solo in particolari ricorrenze mentre il complesso monumentale è dal 2012 sede della Biblioteca comunale San Matteo degli Armeni, specializzata sui temi della pace, della nonviolenza, dei diritti umani, del dialogo interculturale e interreligioso, con una sezione che comprende la biblioteca di Aldo Capitini.

## Storia
Venne edificata nel 1273 dai monaci basiliani giunti dall'Oriente, forse per sfuggire alle persecuzioni dei Saraceni. Ottenne nel 1308 l'indulgenza da papa Clemente V grazie all'attiguo monastero, importante luogo di cultura con uno scriptorium che produsse diversi capolavori manoscritti.
Nel XVI secolo i monaci decisero di abbandonare il complesso monastico perugino sia per il progressivo deterioramento sia perché vennero a mancare gli aiuti finanziari del Comune. Nel 1528, dispersi i monaci, il luogo divenne un lazzaretto con annesso cimitero per gli appestati, probabilmente a causa della sua ubicazione vicina al centro cittadino ma fuori dalle mura.
All'inizio del XVII secolo il complesso è acquistato dal canonico Giovanpaolo Sozj che vi fece «molte bonificazioni».
Alla sua morte San Matteo passa in concessione al capitolo di san Lorenzo che a sua volta lo concede in enfiteusi a monsignor Iacopo Oddi, arcidiacono del duomo che nel 1632 riapre la chiesa al culto, risanandola e realizzando uno splendido giardino - che sembrerebbe essere caso unico nella storia di Perugia - con piante ornamentali «limoncelli, melarancie, giesomini di catalogna, et altre piante nobilissime», almeno quattro fontane con scherzi e giochi d'acqua «due fonti con raggi d'acqua [...] quattro fontane dentro a quattro conche, che tiravano raggi d'acqua in alto ricadendo in dette conche per cannelle di piombo [...] una peschiera grande piena d'acqua», con statue - una rappresentante un mostro marino - e un'uccelliera di ferro, uno spazio vissuto come luogo di gioco e di incontro, tipico della cultura del XVII secolo, di cui oggi rimangono solo pochi resti.

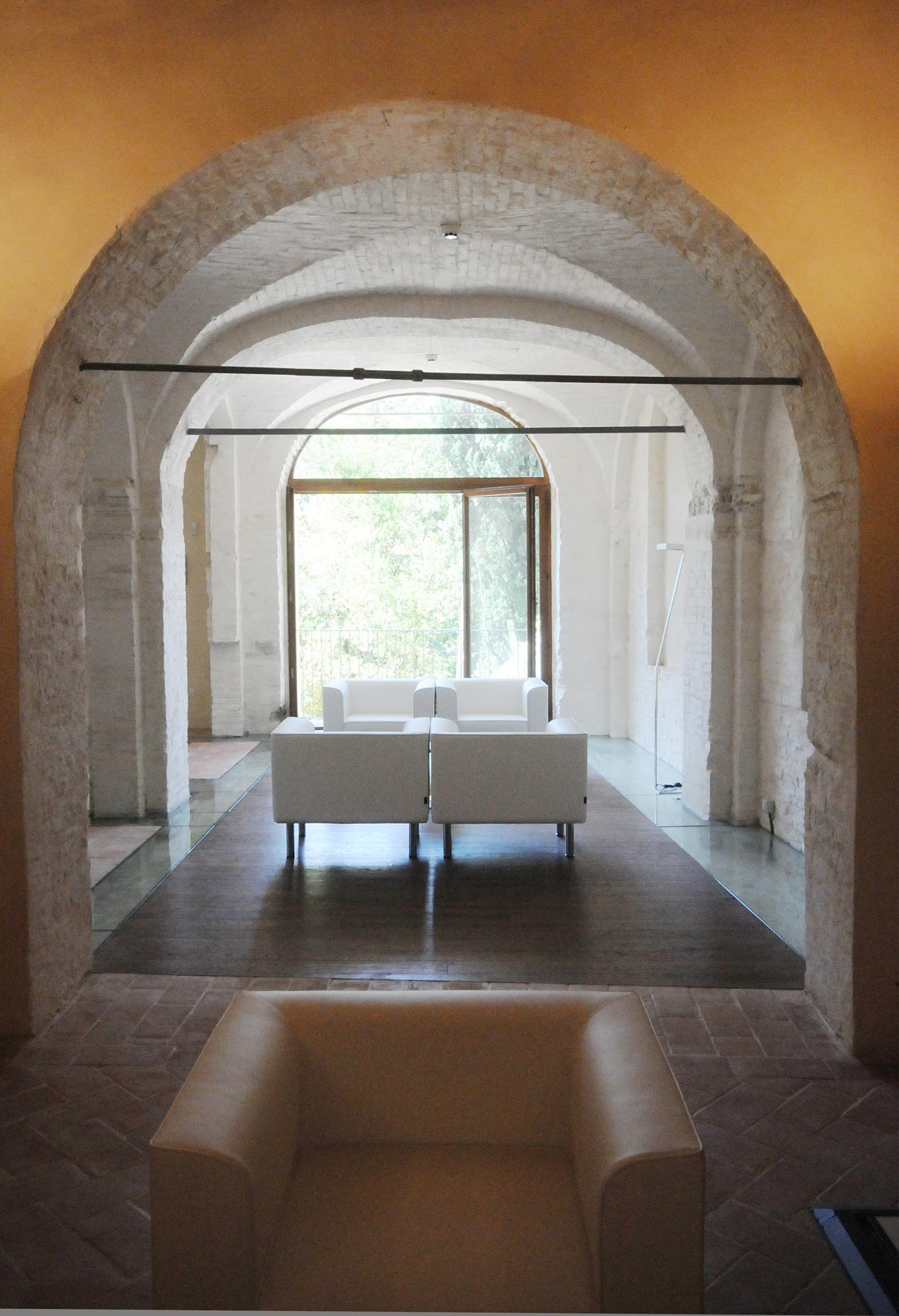
Biblioteca San Matteo degli Armeni: interno, sala con vetrata con vista sul giardino

La proprietà fu conservata dalla famiglia Oddi fino al 1820 per ritornare nuovamente al capitolo della cattedrale. I canonici, poiché la chiesa presentava già problemi al tetto e alle pareti coperte di muffa, provvidero ad una sommaria imbiancatura delle pareti, coprendo in tal modo gli affreschi, e abbandonarono il complesso.
Nel 1953 Gisberto Martelli si occupò del restauro della chiesa, con il rifacimento del tetto, degli infissi, del pavimento e con il consolidamento delle lesioni mentre il pittore folignate Arnaldo Blasetti restaurò le pitture.
Nel 2000 sono stati avviati lavori di ripristino e consolidamento di San Matteo, attuati dall'Azienda di Promozione Turistica dell'Umbria, divenuta proprietaria degli immobili e dei terreni appartenenti al complesso ad esclusione della chiesa, interventi di restauro conclusi - in questa prima fase - nel 2009.
La seconda fase di recupero è stata realizzata sempre nel 2009 con fondi del Bilancio dell'Unità Operativa Beni Culturali del Comune di Perugia. La terza fase dei lavori - da marzo a giugno 2012 - si è avvalsa dei fondi erogati nell'ambito del 
Programma Operativo Regionale del Fondo Europeo di Sviluppo Regionale (POR FERS) all'U.O. Beni Culturali del Comune di Perugia.

## Descrizione
La chiesa di San Matteo degli Armeni presenta caratteristiche architettoniche infrequenti nell'Umbria e rappresenta un raro esempio di tempio cristiano ad unica navata della fine del Duecento. Appartiene ai modi stilistici francescani che si diffusero in Umbria dalla fabbrica assisiate: in diverse chiese vennero ripetute, copiate, sezioni e parti del tempio di San Francesco.
È formata da un'aula ricoperta a volta di circa 17 metri di lunghezza, larga poco più di 7 metri ed alta circa 8 metri. La pianta è romboidale, dissimmetria derivata presumibilmente dall'uso di fondazioni e pareti di una preesistente costruzione. Le due volte a crociera seguono la dissimmetria della pianta.
Lungo le pareti si collocano finestre di piccole dimensioni. L'altare è a cippo sagomato a tronco di piramide rovesciato, risalente al XIII secolo, come gli affreschi raggruppati sulla parete di fondo dietro l'altare. 
La struttura dell'insediamento religioso si rifà a modelli tipici degli insediamenti francescani e non presenta attinenze con l'architettura armena. 

### Interno
La chiesa si caratterizza per un ciclo di preziosi affreschi pittorici tra i più antichi del panorama medioevale perugino e che testimoniano un circuito di pellegrini armeni che facendo scalo ad Ancona, si fermavano a Perugia per raggiungere Roma.
Gli affreschi superstiti sono prevalentemente raggruppati sulla parete di fondo, dietro l'altare. Probabilmente le decorazioni un tempo occupavano tutto il corpo della chiesa, compresi i capitelli, dove ancora si rinvengono tracce di policromia.
Sono divisi in tre zone: su quella prossima alla cuspide dell'arco gotico è rappresentata un'Ascensione, con il Redentore benedicente racchiuso nella mistica mandorla sorretta da angeli. Nella seconda zona sono rappresentati gli Apostoli che contemplano l'Ascensione di gesù. Nella terza zona, più prossima al pavimento, sono rappresentate una Madonna con Bambino, San Francesco d'Assisi benedicente e San Matteo Apostolo ed Evangelista.
Il ciclo di pitture sembra essere riconducibile ad un pittore seguace dell'artista romano Jacopo Torriti. 
La presenza affiancata di San Francesco e san Matteo, presente anche in uno sportello del trittico Marzolini, potrebbe interpretarsi come testimonianza sempre più stretta tra Armenia e Frati minori.
La figura rappresentata nella prima semicolonna a sinistra riveste particolare interesse iconografico: si tratta di San Silvestro papa che esorcizza con una foglia di basilico un drago dall'alito velenoso.